# Џери Орбак
Џером Бернард Орбак (енгл. Jerome Bernard Orbach; Бронкс, 20. октобар 1935 − 28. децембар 2004) био је амерички телевизијски и филмски глумац.
Орбак је најпознатији по улогама Ленија Бриска у серијама Ред и закон и Ред и закон: Суђење пред поротом и Харија Мекгроа у серији Закон и Хари Мекгро.
Орбак је преминуо од рака простате 28. децембра 2004. године у 70. години живота.